# Gertrude Belle Elion
Gertrude Belle Elion (Nueva York, 23 de enero de 1918-Chapel Hill, Carolina del Norte, 21 de febrero de 1999) fue una bioquímica y farmacóloga estadounidense que recibió en 1988 el Premio Nobel de Fisiología o Medicina «por sus descubrimientos de principios importantes del tratamiento con medicamentos». Descubrió, entre otros, tratamientos para la leucemia, la malaria, enfermedades autoinmunitarias e infecciones urinarias.

## Biografía
Gertrude Belle Elion nació en la ciudad de Nueva York, hija de inmigrantes de familias judías. Su padre era un dentista de Lituania y su madre o era costurera o ama de casa de Polonia, entonces parte de Rusia. Recibió un bachiller en Química del Hunter College en 1937 y una maestría también en Química de la Universidad de Nueva York en 1941. Murió por causas naturales en Carolina del Norte en 1999, con ochenta y un años de edad. Nunca se casó y nunca tuvo hijos.
A la hora de decidirse por una especialización en sus estudios le influyó mucho la enfermedad que padecía su abuelo, con el que estaba muy unida y que murió de cáncer cuando ella tenía quince años. Este hecho la motivó a elegir Química como asignatura con la esperanza de quizás encontrar un modo de curar esta enfermedad.
Estudió Química en el Hunter College en la ciudad de Nueva York cuando sólo tenía quince años. Elion consiguió cursar la licenciatura de forma gratuita gracias a su buen expediente académico. El crack financiero de 1929 había afectado de modo considerable a la situación económica de la familia, que no podía permitirse pagar los estudios de Elion en el college.
Las dificultades también continuaron al salir del college. No tenía dinero para cursar un máster. Por eso buscó trabajo, pero entonces casi no había mujeres en los laboratorios científicos. En una entrevista Elion relató que en las entrevistas de presentación le dijeron que distraería a sus compañeros de trabajo. Por estas dificultades Elion fue a una escuela para secretarias por un periodo corto y a continuación aceptó un puesto enseñando Bioquímica a enfermeras por tres meses. Finalmente logró trabajar para un químico, pero sin pago, solamente para poder trabajar en el área que había estudiado. Luego recibió veinte dólares por semana para este trabajo.
En 1939 empezó un máster en Química en la Universidad de Nueva York. Durante sus estudios trabajó como profesora sustituta de Química, Física y Ciencia General en varios high schools de Nueva York. En 1941 recibió su máster.
El mismo año que Elion terminó el máster, máxima titulación académica que consiguió, su prometido falleció a causa de una infección del corazón, una enfermedad que fue curable sólo unos años después con la llegada de la penicilina. La pérdida de ambos seres queridos fue el detonante para dedicarse a la investigación médica.

## Trayectoria profesional
La llegada de la Segunda Guerra Mundial cambió las reglas del juego que hasta entonces había. Muchos hombres que se dedicaban a la ciencia tuvieron que irse al frente, así que por primera vez, las mujeres podían optar a puestos de trabajo antes inaccesibles. Elion estuvo trabajando como química para controles de calidad en una empresa de alimentación, pero era un trabajo poco inspirante. Lo cambió por un puesto de investigadora en Johnson & Johnson, una empresa que producía productos médicos en Nuevo Brunswick (Nueva Jersey).

En 1944 la joven pudo acceder a un trabajo como ayudante de George H. Hitchings en la compañía farmacéutica Burroughs Wellcome (luego GlaxoSmithKline). Trabajó por treinta y nueve años para Burroughs Wellcome. En su laboratorio, la científica trabajó en los campos de la bioquímica, la inmunología y la farmacología. 

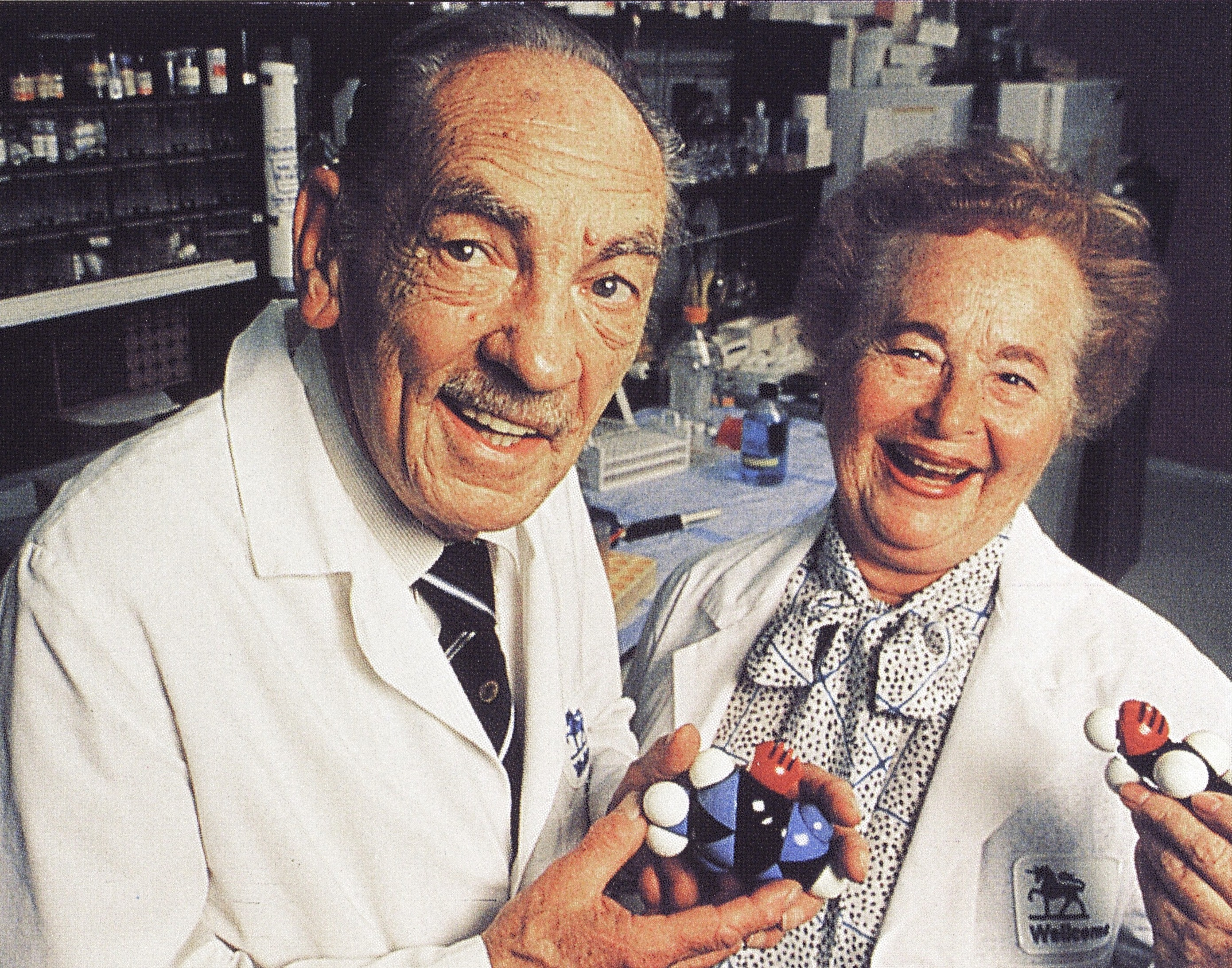
Gertrude B. Ellion con George H. Hitchings.

Era una época en la que aún no se conocía la estructura del ADN (la estructura de la doble hélice se descubrió en 1953), pero Elion y Hitchings plantearon una hipótesis: si el ADN es necesario para el crecimiento de bacterias, parásitos y células tumorales (cuyo metabolismo es más rápido que el de las células sanas), podían bloquear de algún modo su crecimiento introduciendo piezas erróneas de ADN en el organismo. Esta teoría es conocida como la teoría de los antimetabolitos y necesitaba de complejos estudios de síntesis química. La clave era fabricar moléculas similares a las bases pirimidínicas y purínicas de los ácidos nucleicos, pero que tuvieran algún error estructural que consiguiera detener su metabolismo. Es decir, Elion y Hitchings utilizaron las diferencias bioquímicas entre células humanas normales y patógenas (agentes causantes de enfermedades) para diseñar fármacos que pudieran eliminar o inhibir la reproducción de patógenos particulares sin dañar las células huéspedes.
Superaron la 'prueba de ensayo y error' en el desarrollo de medicamentos y usaron nuevos procedimientos de investigación para diseñar fármacos que pudieran inhibir la reproducción en «células de rápida división, como las cancerígenas, pero dejando el resto de las células intactas.»
A los dos años de trabajar en el laboratorio de Burroughs Wellcome, Elion se vio obligada a elegir entre el doctorado y su trabajo en la compañía farmacéutica. Por presiones del Brooklyn Polytechnical Institute, donde realizaba la tesis a tiempo parcial y que ahora exigía que lo hiciera a tiempo completo, la joven científica abandonó sus estudios para dedicarse a la labor de sintetizar antimetabolitos. Y paradójicamente años después se convirtió en premio nobel sin haber obtenido el doctorado. Nunca llegó a obtener el título oficial de doctora, pero posteriormente fue reconocida con tres doctorados honoris causa por la Universidad George Washington, la Universidad de Brown y la Universidad de Míchigan.
El trabajo con Hitchings dio sus primeros frutos a finales de la década de los 40. Lograron demostrar que «la inhibición de la síntesis del DNA en las células tumorales, las bacterias y los virus, podía conseguirse utilizando análogos de ácidos nucleicos.» En 1948, Elion sintetizó por primera vez la diaminopurina. Este compuesto inhibía el crecimiento de Lactobacillus casei mediante su incorporación a las cadenas de ADN. Los estudios clínicos de este compuesto mostraron resultados esperanzadores en el tratamiento de la leucemia. Sin embargo, también se observaron efectos secundarios de importancia. A pesar del revés, Hitchings y Elion no dejaron de trabajar en ello. Tres años después, en 1951, sintetizaban dos derivados que inhibían la biosíntesis purínica: la 6-tioguanina y la 6-mercaptopurina. «Especialmente importante fue la mercaptopurina», explica Josep Eladi Baños, catedrático de Farmacología de la Universidad Pompeu Fabra. Considerado el primer anticanceroso eficaz en la lucha contra la leucemia infantil, permitió aumentar la supervivencia de los niños de tres a doce meses.
Sus resultados conllevaron a la rápida aprobación de la 6-mercaptopurina por parte de la Administración de Medicamentos y Alimentos de Estados Unidos (FDA por sus siglas en inglés) solamente dos años después, en 1953. La síntesis de la mercaptopurina marcó, sin duda, un antes y un después en la historia de la medicina: actualmente el compuesto se usa en combinación con otros fármacos en pacientes con leucemia linfoblástica aguda. Con ello, el pronóstico de esta enfermedad es mucho más favorable, pues remite en torno al 80 % de los casos y los niños que la superan alcanzan la vida adulta.
El trabajo de Gertrude B. Elion continuó y desembocó en más terapias curativas. Así fue como en 1950 llegaría la pirimetamina, un medicamento exitoso en el tratamiento de la malaria. La lista de fármacos pronto comenzó a crecer con la trimetoprima o la azatioprina. Trimetoprima se desarrolló en 1956 y es «un fármaco antibacteriano utilizado contra la meningitis, la septicemia y otras infecciones bacterianas de los tractos urinario y respiratorio, que también ha resultado eficaz para el tratamiento de las infecciones por Pneumocystis jiroveci, comunes en pacientes con sida.» Azatioprina es el primer inmunosupresor que permite el trasplante de órganos. Otros trastornos, como la gota, la artritis reumatoide o la leishmaniasis, fueron combatidos gracias a la labor de estos investigadores.
En 1967, Gertrude B. Elion se convirtió en Jefa del Departamento de Terapia Experimental de Borroughs Wellcome, «una posición que mantuvo hasta su jubilación en 1983.» A mediados de los años setenta llegó el aciclovir, considerado como el primer fármaco selectivo y efectivo contra el virus del herpes. Elion se retiró en 1983, pero no dejó de lado su pasión por la ciencia. Continuó como investigadora emérita, ayudando en el desarrollo, en 1984, del primer medicamento contra el SIDA: la zidovudina (AZT).
También trabajó para el Instituto Nacional del Cáncer, la American Association for Cancer Research y la Organización Mundial de la Salud.
«Su mayor investigación, y por la que le otorgaron el Premio Nobel en Fisiología o Medicina [de] 1988 junto a George Hitchings y James W. Black, es el estudio de las diferencias bioquímicas entre células humanas normales y patógenas (agentes causantes de enfermedades) para diseñar fármacos que pudieran eliminar o inhibir la reproducción de patógenos particulares sin dañar las células huéspedes. Otros premios que recibió son la Medalla Nacional a la Ciencia (1991) y el Premio Lemelson-MIT al logro de toda una vida (1997). En 1991 se convirtió en la primera mujer perteneciente al National Inventors Hall of Fame.»

Molécula de Mercaptopurina, uno de los descubrimientos de Belle Elion.

## Descubrimientos
- 6-mercaptopurina (Purinethol), el primer tratamiento contra la leucemia.[19]
- Azatioprina (Imuran), el primer agente inmunosupresor, usado en los trasplantes de órganos.
- Alopurinol (Zyloprim), contra la gota.
- Pirimetamina (Daraprim), contra la malaria.
- Trimetoprim (Septra), eficaz frente a las meningitis bacterianas y algunos tipos de septicemia e infecciones bacterianas del tracto urinario y respiratorio.
- Aciclovir (Zovirax), contra virus Herpes.
- Nelarabina para el tratamiento del cáncer.

## Reconocimientos
- Tres doctorados honoris causa por la Universidad George Washington, la Universidad de Brown y la Universidad de Míchigan
- Medalla Nacional a la Ciencia (1991)
- Premio Lemelson-MIT al logro de toda una vida (1997)
- Premio Nobel en Fisiología o Medicina junto a George Hitchings y James W. Black (1988)